# Lac Masapi
 (mars 2025).
Si vous disposez d'ouvrages ou d'articles de référence ou si vous connaissez des sites web de qualité traitant du thème abordé ici, merci de compléter l'article en donnant les références utiles à sa vérifiabilité et en les liant à la section « Notes et références ».
Le lac Masapi (en indonésien : Danau Masapi) est un lac de Célèbes, en Indonésie. Il est le plus aval des cinq lacs constituant le système des lacs de Malili, nommé d'après la rivière Malili qui les traverse. Le lac Masapi est aussi drainé par la rivière Pongkeru, qui se jette elle-même de nouveau dans la Malili.